# Міжнародна асоціація україністів

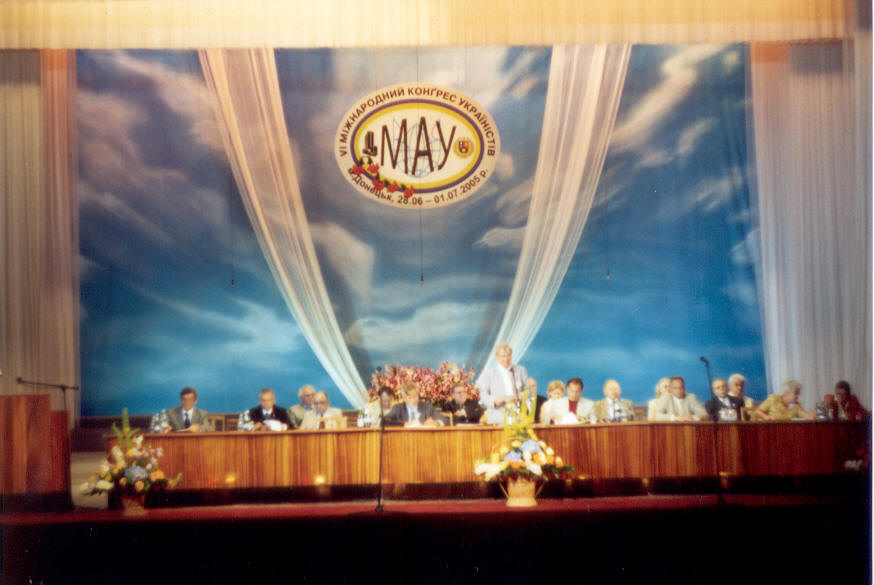
Відкриття 6-го Конгресу МАУ у Донецьку, 2005 р.

Міжнародна асоціація україністів (МАУ) — об'єднання науковців, які вивчають історію і культуру України й українського народу. Заснована у 1989 році на установчій конференції в Неаполі вченими НАН України, Українського наукового інституту Гарвардського університету (США), Канадського інституту українських студій, неапольського інституту досліджень Сходу.

## Історія
МАУ виникла в контексті піднесення культурного і національно-політичного руху, спрямованого на демократизацію суспільного життя та відродження української державності. Використовуючи нові політичні обставини, тодішній директор УНІГУ О.Пріцак запропонував скликати установчу конференцію україністів світу; цю пропозицію діяльно підтримав ряд учених академічних установ України. Завдяки підтримці італійського славіста Р. Піккіо установча конференція істориків та філологів з України, Італії, Польщі, США, Канади відбулася в кінці травня — на початку червня 1989 в Неаполі (Італія) на базі Інституту східних студій. 1 червня 1989 прийнято декларацію про створення МАУ, обрано її тимчасове бюро і президента, яким став В.Русанівський. 19 жовтня 1989 на установчій конференції в Києві заснована Республіканська асоціація україністів (див. Національна асоціація українознавців), першим президентом якої був обраний І.Дзюба. Американська асоціація українознавства, яку очолив І.Фізер, заснована 8–9 грудня 1989 в м. Кембридж, шт. Массачусетс (США).[джерело?]

## Міжнародні конгреси україністів
Станом на 2018 рік Відбулося дев'ять Міжнародних конгресів україністів:
- IX МІЖНАРОДНИЙ КОНГРЕС УКРАЇНІСТІВ. Київ, 25 — 28 червня 2018 р.[1]
- VIII МІЖНАРОДНИЙ КОНГРЕС УКРАЇНІСТІВ. Київ, 21 — 24 жовтня 2013 р.
- VII МІЖНАРОДНИЙ КОНГРЕС УКРАЇНІСТІВ. Львів — Сімферополь — Київ, 25 — 28 червня 2008 р.
- VI МІЖНАРОДНИЙ КОНГРЕС УКРАЇНІСТІВ. Донецьк, 28 червня — 1 липня 2005 р.
- V МІЖНАРОДНИЙ КОНГРЕС УКРАЇНІСТІВ. Чернівці, 26 — 29 серпня 2002 р.
- IV МІЖНАРОДНИЙ КОНГРЕС УКРАЇНІСТІВ. Одеса, 26 — 29 серпня 1999 р.
- III МІЖНАРОДНИЙ КОНГРЕС УКРАЇНІСТІВ. Харків, 26 — 29 серпня 1996 р.
- II МІЖНАРОДНИЙ КОНГРЕС УКРАЇНІСТІВ. Львів, 22 — 28 серпня 1993 р.
- І МІЖНАРОДНИЙ КОНГРЕС УКРАЇНІСТІВ. Київ, серпень 1990 р.
- УСТАНОВЧІ ЗБОРИ. Неаполь, Італія, 31 травня — 1 червня 1989

В роботі І—IV конгресів взяло участь по 400—500, а V — понад 700 дослідників історії, філології, політології, науки, освіти, різних видів мистецтва України й українського народу з 25 країн Європи, Америки, Азії, Австралії.
На ІХ міжнародному конгресі україністів професор мовознавства Інституту славістики Віденського університету, президент Міжнародної асоціації україністів Міхаель Мозер заявив, що гуманітарні науки, зокрема і україністика, переживають кризу.

## Країни, в яких МАУ представлена членами або відділеннями
Австралія
Австрія
Англія
Бельгія
Білорусь
Болгарія
Ізраїль
Італія
Канада
Китай
Латвія
Литва
Північна Македонія
Нідерланди
Німеччина
Нова Зеландія
Норвегія
Польща
Португалія
Росія
Румунія
Сербія і Чорногорія
Словаччина
США
Угорщина
Україна
Франція
Хорватія
Чехія
Швеція
Швейцарія
Японія

## Президенти МАУ
| Русанівський Віталій Макарович | 1989—1990 |
| Грабович Григорій Юлійович     | 1990—1993 |
| Ісаєвич Ярослав Дмитрович      | 1993—1999 |
| Жулинський Микола Григорович   | 1999—2002 |
| фон Гаґен Марк                 | 2002—2005 |
| Яцків Ярослав Степанович       | 2005—2008 |
| Скрипник Ганна Аркадіївна      | 2008-2013 |
| Міхаель Мозер                  | від 2013  |